# グレートレディーエム
グレートレディーエム (Great Lady M.、1975年3月23日 - 1997年) は、アメリカの競走馬。
現役中は主に短距離路線で活躍し、繁殖牝馬としてもBCディスタフ勝ち馬のレディーズシークレットを輩出したほか、現代まで残る牝系の一端となった。

## 経歴
1977年9月23日、ベルモントパーク競馬場で行われたメイドン競走でデビュー。12月8日、アケダクト競馬場で行われたメイドン競走で初勝利を挙げた。
1978年1月2日、アケダクト競馬場で開催されたローズタウンステークスでステークス競走初出走。結果は11着の大敗に終わった。その後は主にクレーミング競走と条件戦で出走を重ねた。11月18日、ロスアラミトス競馬場で開催されたミッションビエホステークスでステークス競走初勝利を挙げた。
1979年は19レースに出走し、1月のラブレアステークス含め4勝を挙げた。
1980年は15レースに出走し、ステークス競走で4勝を挙げた。11月19日にロスアラミトス競馬場で開催されたオレンジコーストハンデキャップを最後に競走馬を引退した。

## 引退後
1982年、セクレタリアトとの配合で初子のレディーズシークレットを出産。後にレディーズシークレットはGIレースだけでも11勝を挙げる歴史的名牝となり、母であるグレートレディーエムの評価も高まった。1984年秋に出品されたキーンランド・ブリーディングストックセールでは、270万ドルの高値で取引された。産駒の何頭かは日本にも輸入されている。
2013年、グレートレディーエムの功績を称え、1980年に同馬が勝利したエイグリームステークスがグレートレディーエムステークスに改称された。

## 戦績
1977年　4戦1勝
1978年　20戦5勝
- 3着 - ラスフローレスハンデキャップ（英語版）

1979年　19戦4勝
- 1着 - ラブレアステークス
- 2着 - エイグリームハンデキャップ（英語版）、オータムデイズハンデキャップ（英語版）

1980年　15戦4勝
- 1着 - エイグリームハンデキャップ、ラスシエネガスハンデキャップ（英語版）、ランチョベルナルドハンデキャップ（英語版）、オータムデイズハンデキャップ
- 3着 - モーヴィッチハンデキャップ（英語版）

## 主なファミリーライン
- Grand Duchess 1871 --- 22-d
  - Your Grace 1886
    - Yours 1894
      - Our Lassie 1900 ←---アワーラッシー牝系へ戻る
        - （7代省略）
          - Great Lady M. 1975 ---↓改行

牝系図の主要な部分（太字はG1級競走優勝馬）は以下の通り。*は日本に輸入された馬。
- Great Lady M. 1975
  - Lady's Secret 1982（BCディスタフなどGI11勝）
    - *グッドルックス 1992
      - キョウワハピネス 2001（ファルコンS）

    - *レディダンジグ 1993
      - サラトガヴィーナス 2002
        - マテンロウレオ 2019（きさらぎ賞）

      - ファーストナイナー 2004
        - マイスタイル 2014（函館記念）

    - *スリーピングインシアトル 1995
      - サウンドバリアー 2007（フィリーズレビュー）
        - サウンドキアラ 2015（京都金杯、京都牝馬S、阪神牝馬S）

  - Great Lady Sharon 1986
    - Great Lady Slew 1991
      - Slew's Quality 2004
        - Shamrock Rose 2015（BCフィリー&メアスプリント）

  - *グレートクリスティーヌ 1987
    - ビリーヴ 1998（スプリンターズS、高松宮記念、セントウルS、函館スプリントS）
      - ファリダット 2005
      - *ジャンダルム 2015（スプリンターズS、デイリー杯2歳S、オーシャンS）

  - One Great Lady 1990
    - Wonder Cat 1996 
      - Ballado's Cat 2001
        - Glorious Moment 2015（亜・サンマルティン将軍大賞）

  - *スターマイライフ 1994
    - ロイヤルペルラ 2000
      - スティールパス 2007（スパーキングレディーC）
      - トレンドハンター 2008（フラワーC）

    - プレシャスライフ 2004
      - シーブリーズライフ 2010
        - サークルオブライフ 2019（阪神JF、アルテミスS）

牝系図の出典：Galopp-Sieger

## 血統表
| グレートレディーエム(Great Lady M.)の血統 | グレートレディーエム(Great Lady M.)の血統 | グレートレディーエム(Great Lady M.)の血統 | （血統表の出典）           | （血統表の出典） |
| 父系                                      | ニアークティック系                        | ニアークティック系                        | ニアークティック系         |                  |
| 父 Icecapade 1969 芦毛                    | 父の父Nearctic 1954 黒鹿毛                | Nearco                                    | Pharos                     | Pharos           |
| 父 Icecapade 1969 芦毛                    | 父の父Nearctic 1954 黒鹿毛                | Nearco                                    | Nogara                     |                  |
| 父 Icecapade 1969 芦毛                    | 父の父Nearctic 1954 黒鹿毛                | Lady Angela                               | Hyperion                   | Hyperion         |
| 父 Icecapade 1969 芦毛                    | 父の父Nearctic 1954 黒鹿毛                | Lady Angela                               | Sister Sarah               |                  |
| 父 Icecapade 1969 芦毛                    | 父の母Shenanigans 1963 芦毛               | Native Dancer                             | Polynesian                 | Polynesian       |
| 父 Icecapade 1969 芦毛                    | 父の母Shenanigans 1963 芦毛               | Native Dancer                             | Geisha                     |                  |
| 父 Icecapade 1969 芦毛                    | 父の母Shenanigans 1963 芦毛               | Bold Irish                                | Fighting Fox               | Fighting Fox     |
| 父 Icecapade 1969 芦毛                    | 父の母Shenanigans 1963 芦毛               | Bold Irish                                | Erin                       |                  |
| 母 Sovereign Lady 1969 芦毛               | 母の父Young Emperor 1963 芦毛             | Grey Sovereign                            | Nasrullah                  | Nasrullah        |
| 母 Sovereign Lady 1969 芦毛               | 母の父Young Emperor 1963 芦毛             | Grey Sovereign                            | Kong                       |                  |
| 母 Sovereign Lady 1969 芦毛               | 母の父Young Emperor 1963 芦毛             | Young Empress                             | Petition                   | Petition         |
| 母 Sovereign Lady 1969 芦毛               | 母の父Young Emperor 1963 芦毛             | Young Empress                             | Jennifer                   |                  |
| 母 Sovereign Lady 1969 芦毛               | 母の母Sweety Kid 1963 鹿毛                | Olympia                                   | Heliopolis                 | Heliopolis       |
| 母 Sovereign Lady 1969 芦毛               | 母の母Sweety Kid 1963 鹿毛                | Olympia                                   | Miss Dolphin               |                  |
| 母 Sovereign Lady 1969 芦毛               | 母の母Sweety Kid 1963 鹿毛                | Trustworthy                               | My Babu                    | My Babu          |
| 母 Sovereign Lady 1969 芦毛               | 母の母Sweety Kid 1963 鹿毛                | Trustworthy                               | Implicit Trust             |                  |
| 母系(F-No.)                               | (FN:22-d)                                 | (FN:22-d)                                 | (FN:22-d)                  | [ § 2 ]          |
| 5代内の近親交配                           | Nearco 3×5、Hyperion 4×5.5                | Nearco 3×5、Hyperion 4×5.5                | Nearco 3×5、Hyperion 4×5.5 | [ § 3 ]          |
| 出典                                      | 1. 2. 3.                                  | 1. 2. 3.                                  | 1. 2. 3.                   | 1. 2. 3.         |

- 半妹Flip's Little Girlの孫に重賞3勝を挙げたストーンステッパーがいる。
- 8代母Our Lassieは1903年のエプソムオークス勝ち馬。